# 对象池模式

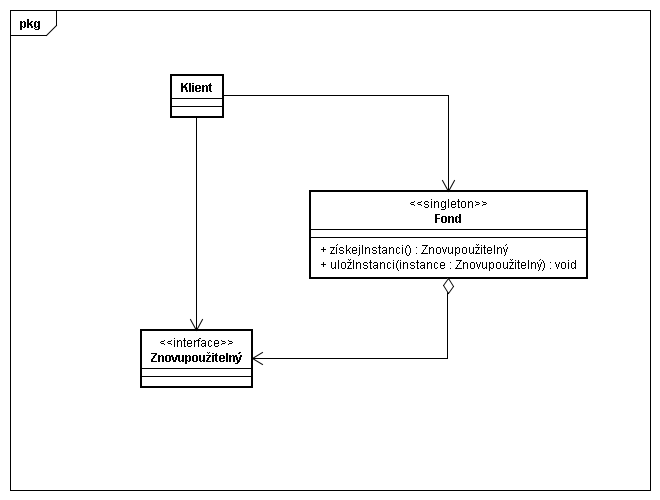
对象池，object pool pattern

对象池（英語：object pool pattern）是一種設計模式。一個对象池包含一組已經初始化過且可以使用的物件，而可以在有需求時創建和銷毀物件。池的用戶可以從池子中取得对象，對其進行操作處理，並在不需要時歸還給池子而非直接銷毀它。这是一种特殊的工厂对象。
若初始化、實例化的代價高，且有需求需要經常實例化，但每次實例化的數量較少的情況下，使用对象池可以獲得顯著的效能提升。從池子中取得对象的時間是可預測的，但新建一個實例所需的時間是不確定。